# Kasteel Hollaken

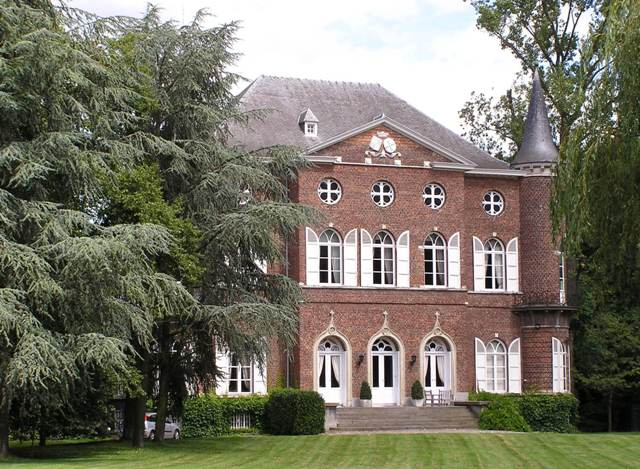
Kasteel Hollaken

Het Kasteel Hollaken is een kasteel in de tot de Antwerpse gemeente Bonheiden behorende plaats Rijmenam, gelegen aan de Hollakenbaan 7-13.

## Geschiedenis
Het kasteel werd voor het eerst vermeld in 1528, als herenhoeve en in 1536 als slot. De eerste afbeelding is van 1696, dit betreft een gebouw uit het 2e kwart van de 17e eeuw. Het bestond uit een rechthoekig geheel van vier vleugels en hoektorens, gegroepeerd rondom een binnenplaats.
Dit kasteel werd gesloopt en in 1832 herbouwd als een U-vormig complex. In 1879 werd dit nog ingrijpend gewijzigd tot een gebouw op rechthoekige plattegrond. Tijdens de 20e eeuw werd het kasteel geteisterd door brand waarna het in enigszins gewijzigde vorm werd hersteld. Toen werd ook het driehoekig fronton boven de voorgevel aangebracht.

## Kasteel
Het kasteel kent stijlelementen uit de neogotiek en het neoclassicisme. Het interieur is symmetrisch gegroepeerd rondom de centrale hal met een ronde salon daarachter.

## Domein
Het kasteel ligt in een omgracht terrein en wordt omringd door een park in Engelse landschapsstijl, waarbij de gracht gedeeltelijk een vijverstructuur bezit. Op het terrein bevinden zich ook enkele bijgebouwen uit het midden van de 19e eeuw. Het domein ligt iets ten zuiden van de Dijle